# Reina Elisenda
Reina Elisenda - stacja metra w Barcelonie. Jest stacją końcową na linii 12. Znajduje się w dzielnicy Sarrià-Sant Gervasi.
Stacja została otwarta w 1976 przez połączenie ze stacją Sarrià.